# Liste der Bodendenkmäler in Edelsfeld
Auf dieser Seite sind die Bodendenkmäler in der Oberpfälzer Gemeinde Edelsfeld zusammengestellt. Diese Tabelle ist eine Teilliste der Liste der Bodendenkmäler in Bayern. Grundlage ist die Bayerische Denkmalliste, die auf Basis des Bayerischen Denkmalschutzgesetzes vom 1. Oktober 1973 erstmals erstellt wurde und seither durch das Bayerische Landesamt für Denkmalpflege geführt wird. Die folgenden Angaben ersetzen nicht die rechtsverbindliche Auskunft der Denkmalschutzbehörde.

## Bodendenkmäler in Edelsfeld
| Lage                 | Objekt | Akten-Nr.     | Bild |
| -------------------- | --- | ------------- | ---- |
| Edelsfeld (Standort) | Archäologische Befunde des Mittelalters und der frühen Neuzeit im Bereich des abgegangenen Schlosses Kalchsreuth, zuvor mittelalterliche Burg.                                                                 | D-3-6336-0067 |      |
| Edelsfeld (Standort) | Archäologische Befunde des Mittelalters und der frühen Neuzeit im Bereich der katholischen Nebenkirche St. Otto in Schmalnohe, darunter die Spuren von Vorgängerbauten bzw. älteren Bauphasen.                 | D-3-6336-0089 |      |
| Edelsfeld (Standort) | Untertägige Befunde einer abgegangenen mittelalterlichen Burganlage. | D-3-6336-0101 |      |
| Edelsfeld (Standort) | Vorgeschichtlicher Bestattungsplatz mit ehemals mindestens neun Grabhügeln. | D-3-6436-0006 |      |
| Edelsfeld (Standort) | Vorgeschichtlicher Bestattungsplatz mit mindestens fünf Grabhügeln. | D-3-6436-0007 |      |
| Edelsfeld (Standort) | Ein vorgeschichtlicher Grabhügel. | D-3-6436-0008 |      |
| Edelsfeld (Standort) | Archäologische Befunde des Mittelalters und der frühen Neuzeit im Bereich der Simultankirche St. Joseph in Niederärndt, darunter die Spuren von Vorgängerbauten, älteren Bauphasen und abgegangenen Bauteilen. | D-3-6436-0013 |      |
| Edelsfeld (Standort) | Vorgeschichtlicher Bestattungsplatz mit verebneten Grabhügeln und Funden der Hallstattzeit. | D-3-6436-0029 |      |
| Edelsfeld (Standort) | Spätmittelalterliche und frühneuzeitliche Wüstung Trosthof. | D-3-6436-0030 |      |
| Edelsfeld (Standort) | Neolithisches Silexabbaurevier mit Schlagplatz. | D-3-6436-0032 |      |
| Edelsfeld (Standort) | Mesolithische Freilandstation. | D-3-6436-0033 |      |
| Edelsfeld (Standort) | Mesolithische Freilandstation, Siedlungen der Jungsteinzeit, der Urnenfelderzeit und der Späthallstatt-/Frühlatènezeit.                                                                                        | D-3-6436-0034 |      |
| Edelsfeld (Standort) | Untertägige Befunde des abgegangenen Schlosses von Steinling, zuvor mittelalterliche Burg. | D-3-6436-0035 |      |
| Edelsfeld (Standort) | Mesolithische Freilandstation, neolithische Siedlung. | D-3-6436-0036 |      |
| Edelsfeld (Standort) | Spätmittelalterliches und frühneuzeitliches Silbererzabbaugebiet. | D-3-6436-0067 |      |
| Edelsfeld (Standort) | Hallstattzeitlicher Bestattungsplatz mit mehreren Grabhügeln. | D-3-6436-0075 |      |
| Vilseck (Standort)   | Bestattungsplatz der Bronze- und Hallstattzeit mit teils verebneten Grabhügeln. | D-3-6436-0076 |      |
| Edelsfeld (Standort) | Vorgeschichtlicher Bestattungsplatz mit mindestens einem Grabhügel. | D-3-6436-0077 |      |
| Edelsfeld (Standort) | Grabhügel vorgeschichtlicher Zeitstellung. | D-3-6436-0097 |      |
| Edelsfeld (Standort) | Archäologische Befunde des Mittelalters und der frühen Neuzeit im Bereich der evangelisch-lutherischen Kirche St. Stephan in Edelsfeld, darunter die Spuren von Vorgängerbauten bzw. älterer Bauphasen.        | D-3-6436-0099 |      |
| Edelsfeld (Standort) | Vorgeschichtliches Gräberfeld mit mindestens zwei Grabhügeln. | D-3-6436-0100 |      |
| Edelsfeld (Standort) | Mesolithische Freilandstation. | D-3-6436-0101 |      |
| Edelsfeld (Standort) | Archäologische Befunde des Mittelalters und der frühen Neuzeit im Bereich des ehemaligen Hofmarkschlosses Weißenberg, zuvor mittelalterliche Burg.                                                             | D-3-6436-0102 |      |
| Edelsfeld (Standort) | Archäologische Befunde des Mittelalters und des frühen Neuzeit im Bereich der evangelisch-lutherischen Kirche St. Veit in Weißenberg, darunter die Spuren von Vorgängerbauten bzw. älterer Bauphasen.          | D-3-6436-0103 |      |
| Edelsfeld (Standort) | Archäologische Befunde der frühen Neuzeit im Bereich des ehemaligen Hofmarkschlosses Boden. | D-3-6436-0104 |      |
| Edelsfeld (Standort) | Mittelalterliche Siedlungsbefunde. | D-3-6436-0119 |      |
| Edelsfeld (Standort) | Archäologische Befunde des Mittelalters und der frühen Neuzeit im Bereich des Schlosses Sinnleithen, zuvor spätmittelalterliche Burg.                                                                          | D-3-6436-0156 |      |
| Edelsfeld (Standort) | Frühneuzeitliche Mühlenwüstung. | D-3-6436-0157 |      |